# Lake Manitou
Der Lake Manitou ist ein See in der kanadischen Provinz Ontario. Er liegt auf der Insel Manitoulin im Huronsee und gilt als der weltweit größte See auf einer Binneninsel.

## Lage
Der See befindet sich im Nordosten der Insel Manitoulin. Der 21,5 km lange See besitzt eine Fläche von 104 km². Er wird vom Manitou River entwässert.